# Pseudolabrus
Pseudolabrus is een geslacht van vissen in de familie van de lipvissen (Labridae).

## Lijst van soorten
Volgens FishBase bestaat dit geslacht uit de soorten:
- Geslacht Pseudolabrus Bleeker, 1862
  - Pseudolabrus biserialis Klunzinger, 1880
  - Pseudolabrus eoethinus Richardson, 1846
  - Pseudolabrus fuentesi Regan, 1913
  - Pseudolabrus gayi Valenciennes, 1839
  - Pseudolabrus guentheri Bleeker, 1862
  - Pseudolabrus japonicus Houttuyn, 1782
  - Pseudolabrus luculentus Richardson, 1848
  - Pseudolabrus miles Schneider & Forster, 1801
  - Pseudolabrus rubicundus Macleay, 1881
  - Pseudolabrus semifasciatus Rendahl, 1921
  - Pseudolabrus sieboldi Mabuchi & Nakabo, 1997
  - Pseudolabrus torotai Russell & Randall, 1981

## Referentie
- FishBase: Ed. Rainer Froese and Daniel Pauly. Versie december 2007. N.p.: FishBase, 2007.